# Gerhard Huttula
Gerhard Huttula (né le 6 juin 1902 à Berlin, mort le 15 janvier 1996 à Düren) est un directeur de la photographie et technicien des effets spéciaux allemand.

## Biographie
Fils du tourneur sur ivoire Gustav Huttula et son épouse Elise, il suit une école technique, fait des photographies de portrait puis entre dans une société technique de cinéma. En 1922, il est embauché pour son premier film par Wolfgang Kaskeline, son ancien professeur de dessin, pour des effets spéciaux.
Huttula travaille dans des publicités pendant les années 1920. En 1930, il est embauché chez Afifa qui fait les copies des films de l'UFA. Au sein de la société de trucage TRUCA d'André Debrie, il fait de nombreuses expérimentations. En 1933, il rejoint les émigrants allemands et s'installe à Buenos Aires. Après quelques expériences insatisfaisantes dans la direction de la photographie, il revient en Allemagne en 1937 pour soutenir sa mère. Il entre à l'UFA et succède à Guido Seeber en tant que directeur des effets spéciaux. Avec des modèles d'avion en face d'un écran de projection, il imite les manœuvres des aviateurs comme dans Pilote malgré lui, dans Le Foyer perdu il met en scène la collision de deux trains, il crée aussi le vol de Hans Albers sur un boulet de canon dans Les Aventures fantastiques du baron Münchhausen.
Après la Seconde Guerre mondiale, Huttula est décorateur pour le Metropol-Theater à Berlin. Dans les années 1950, il est le directeur de la photographie des adaptations de contes pour enfants de Fritz Genschow. Il tourne pour l'UFA plus d'un millier de publicités de 1958 à 1970. Il enseigne à la Staatliche Fachschule für Optik und Fototechnik.

## Filmographie
En tant que technicien des effets spéciaux
- 1938 : Spiel im Sommerwind
- 1939 : Der Geliebte
- 1939 : Kongo-Express
- 1940 : Bal paré
- 1941 : Über alles in der Welt
- 1941 : Stukas
- 1941 : Friedemann Bach
- 1941 : Pilote malgré lui
- 1942 : Un grand amour (Die große Liebe) de Rolf Hansen
- 1942 : Andreas Schlüter
- 1942 : Dr. Crippen an Bord
- 1942 : Diesel
- 1942 : Le Démon de la danse
- 1943 : Le Foyer perdu
- 1943 : Les Aventures fantastiques du baron Münchhausen
- 1944 : Offrande au bien-aimé
- 1944 : La Femme de mes rêves
- 1944 : La Paloma
- 1944 : Quax in Afrika
- 1945 : Kolberg

En tant que directeur de la photographie
- 1932 : Extase
- 1937 : Mateo
- 1937 : La fuga
- 1938 : Fueva de la ley
- 1953 : Rotkäppchen
- 1954 : Hänsel und Gretel
- 1954 : Frau Holle
- 1955 : Der Struwwelpeter
- 1955 : Ina, Peter und die Rasselbande
- 1955 : Aschenputtel
- 1955 : Dornröschen
- 1957 : Kalle wird Bürgermeister
- 1957 : Aufruhr im Schlaraffenland
- 1957 : Die Gänsemagd

En tant que réalisateur
- 1935-37 : Echo der Heimat. Ein Tatsachenbericht aus Deutschland, épisodes 2 à 7 (documentaires)
- 1936 : Compañeros
- 1936 : Wintersonnenwende (court métrage documentaire)
- 1937 : Fern vom Land der Ahnen (documentaire)
- 1938 : Echo der Heimat. 5 Jahre Hitler-Deutschland (documentaire)